# Lysasterias digitata
Lysasterias digitata är en sjöstjärneart som beskrevs av A.M. Clark 1962. Lysasterias digitata ingår i släktet Lysasterias och familjen trollsjöstjärnor. Inga underarter finns listade i Catalogue of Life.